# Mycaranthes leonardoi
Mycaranthes leonardoi är en orkidéart som beskrevs av Ferreras och Wally Suarez. Mycaranthes leonardoi ingår i släktet Mycaranthes och familjen orkidéer. Inga underarter finns listade i Catalogue of Life.